# Gucci

Dubbele G-logo

Gucci is een Italiaans modebedrijf. Het bedrijf werd in 1921 opgericht door Guccio Gucci in Florence. Onder leiding van zijn zoon Aldo Gucci werd Gucci een wereldwijd bekend luxemerk, een icoon van de Italiaanse dolce vita. Na familievetes in de jaren tachtig werd de familie Gucci in 1993 volledig uit het bedrijf verdreven. Het is sinds 2004 volledig in handen van het Franse luxemerkenconglomeraat Kering. 
Sinds 2023 daalt Gucci's omzet snel, van ruim 10 miljard dollar/jaar naar 6,6 miljard dollar (per medio 2025).
Sinds juli 2025 is Demna Gvasalia hoofddesigner en creatief directeur.

## Geschiedenis
Gucci werd opgericht in 1921 met de opening van een winkel aan de Via della Vigna Nuova in Florence door Guccio Gucci (1881-1953). Hij begon met de verkoop van hoogwaardige leren tassen en koffers die hij inkocht bij Toscaanse, Engelse en Duitse fabrikanten. Achter de winkel opende hij een werkplaats waar hij zijn eigen lederwaren maakte en al gauw nam hij ook plaatselijke ambachtslieden in dienst.
Zijn zoons Aldo, Vasco en Rodolfo werkten van jongs af aan mee in de winkel. In 1933 ontwierp de ambitieuze Aldo, die een belangrijke rol zou gaan spelen in de groei van het bedrijf, de eerste versie van het iconische Gucci-logo met dubbele G, geïnspireerd op de initialen van zijn vader.
In 1935 leidde de invasie van Ethiopië door Mussolini ertoe dat de Volkenbond een handelsembargo oplegde tegen Italië. Leer werd schaars en het dwong Guccio om andere stoffen in de samenstelling van zijn producten te gebruiken, zoals raffia, hennep, linnen en jute. Met dit materiaal ontwierp Guccio een serie koffers, gemaakt van lichtbruin canvas, bedrukt met een dessin van aaneengeschakelde donkerbruine ruiten; het kenmerkende Gucci-ruitpatroon. De Gucci's gebruikten ook een nieuwe looitechniek om "cuoio grasso" te produceren, wat eveneens een van de handelsmerken van Gucci werd. In 1937 lanceerde Gucci zijn handtassen. In die tijd wist Aldo ook zijn vader ervan te overtuigen de zaak uit te breiden, met succes. In 1938 werd een winkel geopend in Rome. Het assortiment werd uitgebreid met kleinere leren accessoires als handschoenen, riemen en portemonnees om ook klanten binnen te lokken die niet op zoek waren naar grotere artikelen. Tijdens de Tweede Wereldoorlog produceerde Gucci ook laarzen voor het Italiaanse leger. Na de oorlog groeide het bedrijf verder en in 1951 werd een derde winkel geopend in Milaan. In 1952 breidde Gucci zich overzees uit met de opening van een filiaal in New York, twee weken voor Guccio Gucci overleed.
De jaren 1950 tot en met '70 werden gekenmerkt door een sterke groei en de opening van meer winkels. Nadat Vasco Gucci in 1974 overleed werd het bedrijf gelijkelijk verdeeld tussen zijn broers Aldo en Rodolfo. Aldo gaf elk van zijn drie zoons 3,3% en behield zelf 40%. Rodolfo bezat de overige 50%. Ondanks deze verhoudingen bleef Aldo de grootste factor in het succes en de winst van Gucci. Problemen ontstonden toen de derde generatie een actievere rol ging spelen in het runnen van het familiebedrijf. Er ontwikkelde zich een heuse familievete waarin leden elkaar juridisch bevochten. Uiteindelijk wist Maurizio Gucci, de zoon van Rodolfo, als enig overgebleven familielid in het bedrijf de controle naar zich toe te trekken, maar moest na tegenvallende resultaten begin jaren 1990 zijn deel van 50% in Gucci verkopen aan het in Bahrein gevestigde investeringsfonds Investcorp.

### 1993-heden
Na het verdwijnen van de familie Gucci uit het bedrijf, werd in de jaren 1990 de herlancering van Gucci geleid door Domenico De Sole, CEO van het bedrijf (1995-2004), en Tom Ford, creatief directeur (1994-2004).
Gucci is daarna meermaals een prooi geweest voor het Franse concern LVMH, maar heeft er telkenmale aan kunnen ontkomen. Zo werd de Gucci Group een beursgenoteerd bedrijf in 1995, genoteerd aan Euronext Amsterdam en aan de New York Stock Exchange. In 1996 gaf het bedrijf nog meer aandelen uit, om te voorkomen dat het een goedkope prooi werd voor overnamekandidaten. Uiteindelijk werd het concern in 2004 door middel van een vriendelijk bod, overgenomen door Pinault-Printemps-Redoute (PPR) en sinds eind 2004 is Gucci niet langer meer een beursgenoteerd bedrijf, maar een volledig onderdeel van PPR, later hernoemd tot Kering. Gucci is qua omzet het belangrijkste merk binnen de Kering Holding.
Na een aantal zeer succesvolle jaren tussen 2015 en 2022 waarbij Gucci's jaaromzet verdubbelde en boven de 10 miljard dollar kwam, kondigden zich sinds begin 2024 tegenvallende resultaten aan. In het eerste kwartaal van 2024 daalden de verkoopcijfers met 18%. Waar Gucci in 2022 nog nummer 1 stond op de "Lyst Index of fashion's hottest brands" stond het merk in mei 2024 op de 11e plaats. In het 3e kwartaal van 2024 werd zelfs 25% minder omzet geboekt dan in dezelfde periode vorig jaar. Die trend zette door in 2025. De jaaromzet daalde wederom met 25% tot 6,6 miljard dollar en op de Lyst Index daalde het merk naar de 18e plaats. In de eerste helft van 2025 gingen 16 Gucci-winkels dicht.

Veel bedrijven in het luxe segment hebben het moeilijk maar bij Gucci schijnt ook te spelen dat moederbedrijf Kering de afgelopen jaren zo sterk inzette op omzet- en winstgroei dat Gucci zijn exclusieve imago verloor. Daardoor lopen de echte rijke klanten om het merk heen.

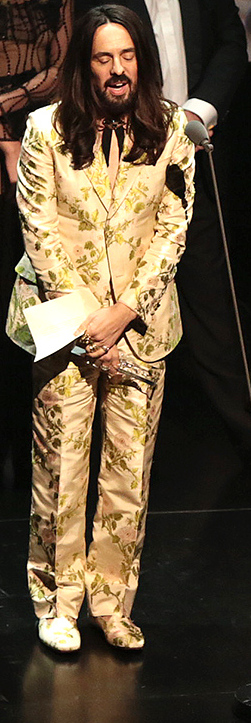
Alessandro Michele

### Designers en museum
Van 2006 tot 2014 was de italiaanse Frida Giannini hoofddesigner en creatief directeur van Gucci.

In januari 2015 nam Alessandro Michele deze taak over en werd daarmee verantwoordelijk voor alle collecties en het wereldwijde merkimago van Gucci. Met zijn maximalistische ontwerpen blies hij de populariteit van Gucci nieuw leven in, met name met een geek-chique esthetiek. Terwijl hij iconische producten creëerde, zoals de Dionysus-handtas, herintroduceerde Michele ook bestaande Gucci-klassiekers, waaronder het dubbele G-logo. Hij maakte de herenkleding van Gucci vrouwelijker (‘je kunt mannelijker zijn door je vrouwelijkheid te tonen’) en hij hergebruikte de slogan “My Body My Choice”, het geborduurde baarmoederontwerp en de datum “22.05.1978” (de dag waarop abortus door Italiaanse rechtbanken werd beschermd), waardoor het merk een post-gender propositie werd. Ook zocht hij historische gebouwen uit voor zijn modeshows.

Michele vertrok in november 2022 en werd begin 2023 opgevolgd door Sabato De Sarno. De Sarno werkte eerder voor Prada, Dolce & Gabbana en Valentino en kreeg bij Gucci zijn eerste leidende rol. Hij vertrok al na 2 jaar: op 6 feb. 2025 kondigde Gucci het eind van de samenwerking aan; een reden werd niet gegeven. In juli 2025 trad de Georgische Demna Gvasalia aan als nieuwe creatief directeur. Al sinds 2015 werkte Gvasalia in deze positie bij Balenciaga.

In het Palazzo della Mercanzia, aan het Piazza della Signoria, zit sinds 2011 de Gucci Garden Galleria. Dit museum geeft een overzicht van de lange geschiedenis van het merk Gucci, zijn producten en zijn beroemde klanten.